# Wicimiczki
Wicimiczki – przysiółek wsi Wicimice, w Polsce, w województwie zachodniopomorskim, w powiecie gryfickim, w gminie Płoty. Wicimiczki są przysiółkiem wsi Wicimice.
W latach 1975–1998 miejscowość administracyjnie należała do województwa szczecińskiego.